# سرهی بیژنار
سرهی بیژنار (انگلیسی: Serhiy Bezhenar؛ زادهٔ ۹ اوت ۱۹۷۰) بازیکن فوتبال اهل اتحاد جماهیر شوروی سوسیالیستی است.
از باشگاه‌هایی که در آن بازی کرده‌است می‌توان به باشگاه فوتبال کریفباس کریفیی ریه، باشگاه فوتبال آق‌تپه، باشگاه فوتبال دنیپرو، باشگاه فوتبال تاوریا سیمفروپول، باشگاه فوتبال چرنومورتس نووراسییسک، و باشگاه فوتبال دینامو کی‌یف اشاره کرد.
وی همچنین در تیم‌های ملی فوتبال اوکراین بازی کرده‌است.